# De cive

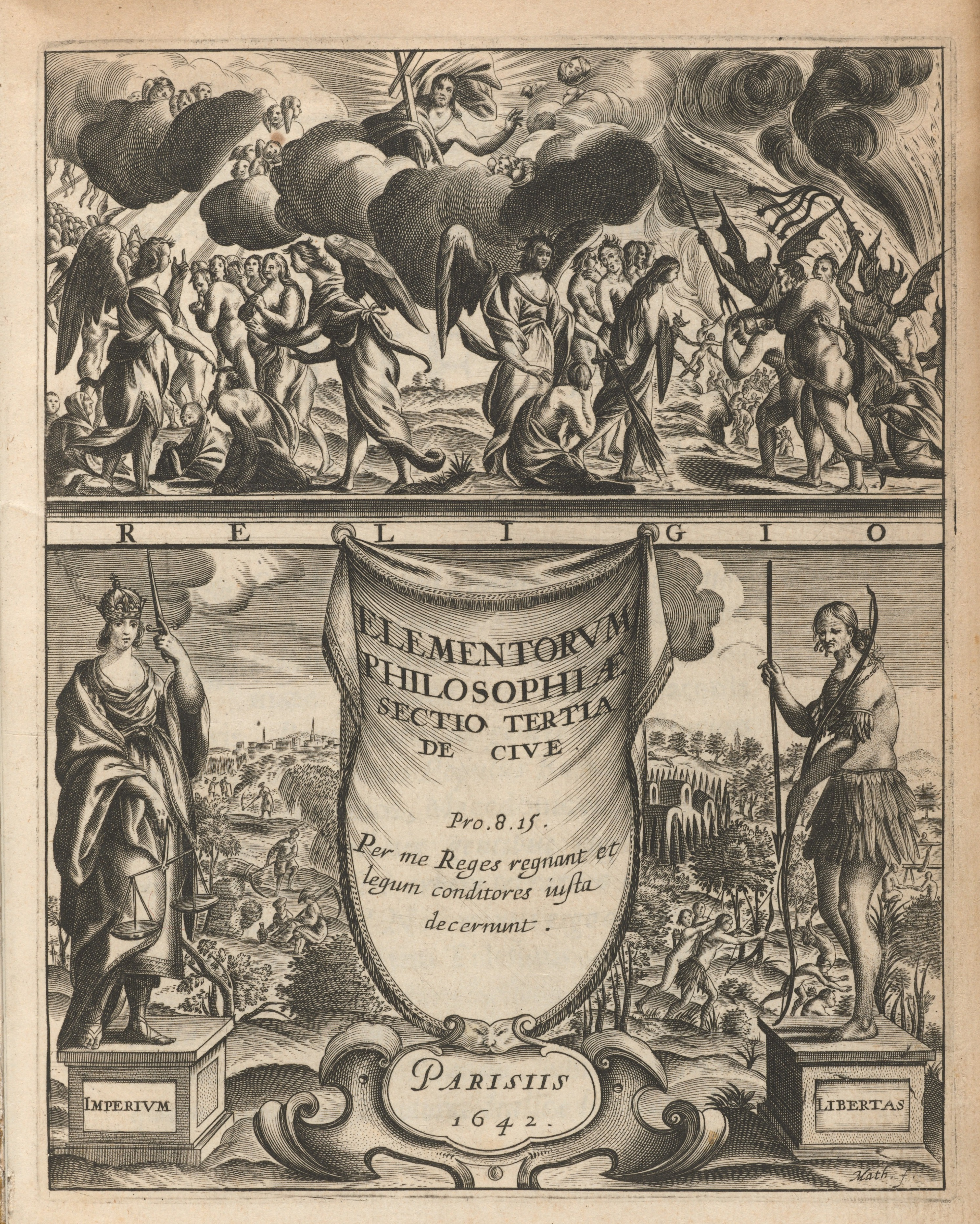
De Cive, 1642

De Cive (Over de burger) is een van de belangrijkste werken van Thomas Hobbes.
Hobbes wilde aanvankelijk schrijven over menselijke kennis; uiteindelijk zou het project uit 3 werken bestaan: De Corpore ('Over het lichaam'), De Homine ('Over de mens') en De Cive. Vanwege de politieke onrust in Hobbes’ tijd begon hij met het werk dat in systematisch opzicht als laatste zou komen: De Cive. Dit werk bestond uit 3 delen, namelijk "Libertas" (vrijheid), "Imperium" (heerschappij) en "Religio" (religie).
In het eerste deel beschrijft hij de natuurlijke situatie (de natuurtoestand), waarbij hij bepaalde natuurwetten opsomt, die echter een andere invulling krijgen dan bij een denker als Thomas van Aquino. In het tweede deel gaat het over de noodzaak om een stabiele overheid in te stellen. In het derde deel, ten slotte, worden de belangrijkste stellingen theologisch ondersteund.
Het boek kwam in 1642 tot stand; het was in het Latijn geschreven. Een herziene editie verscheen in 1647. Het werd in het Engels vertaald en in 1651 gepubliceerd, met als titel Philosophicall Rudiments Concerning Government and Society. Het lijkt erop dat Hobbes de vertaling zelf heeft verzorgd, maar dat is niet zeker.
De editie van H. Warrender (de Latijnse en Engelse versie) (Oxford: Clarendon Press, 1983) is op dit moment de beste die beschikbaar is.